# Seafarer Glacier
Seafarer Glacier är en glaciär i Antarktis. Den ligger i Östantarktis. Nya Zeeland gör anspråk på området. Seafarer Glacier ligger 906 meter över havet.
Terrängen runt Seafarer Glacier är bergig åt nordost, men åt sydväst är den kuperad. Trakten är obefolkad. Det finns inga samhällen i närheten. 